# Aitor Galdós
Galdós  Alonso est un nom espagnol. Le premier nom de famille, en général paternel, est Galdós ; le second, en général maternel, souvent omis, est Alonso.
Aitor Galdós Alonso, né le 9 novembre 1979 à Ermua au Pays basque, est un coureur cycliste, ancien membre de l'équipe Caja Rural dont il était l'un des sprinters.

## Palmarès sur route

### Par années
- 2001
  - 3e du Trophée international Bastianelli
- 2003
  - Champion de Biscaye sur route
  - 1re étape du Circuito Montañés
  - 2e de la Klasika Lemoiz
  - 3e de la San Martín Proba
- 2004
  - Classement général du Tour du lac Majeur
  - 4e étape du Tour du Maroc
  - 1re étape du Circuito Montañés
- 2006
  - 1re étape du Tour du Danemark
  - 1re étape du Tour de Wallonie
- 2008
  - 3e du GP Llodio
- 2009
  - 7e de Milan-San Remo

### Résultats sur les grands tours

#### Tour d'Italie
1 participation
- 2008 : non partant (7e étape)

#### Tour d'Espagne
1 participation
- 2012 : 173e

### Classements mondiaux
| Année                  | 2005 | 2006 | 2007 | 2008 | 2009 | 2010 | 2011 | 2012 |
| ---------------------- | ---- | ---- | ---- | ---- | ---- | ---- | ---- | ---- |
| Calendrier mondial UCI |      |      |      |      | 109e | 185e |      |      |
| UCI Europe Tour        | 662e | 63e  |      |      |      |      | 462e | 292e |

## Palmarès en cyclo-cross
- 1996-1997
  -  Champion d'Espagne de cyclo-cross juniors